# 堀川清司
堀川 清司（ほりかわ きよし、1927年〈昭和2年〉8月24日 - 2024年〈令和6年〉4月18日）は、日本の工学者。東京大学名誉教授。日本学士院会員。文化功労者。工学博士（東京大学）。専門は海岸工学。東京都出身。

## 略歴
- 1952年（昭和27年）3月 - 東京大学工学部土木工学科卒業
- 1954年（昭和29年）7月 - 東京大学講師
- 1955年（昭和30年）11月 - 東京大学助教授
- 1964年（昭和39年）6月1日 - 工学博士（東京大学）「海岸保全施設に関する研究」
- 1967年（昭和42年）6月 - 東京大学教授
- 1984年（昭和59年）4月2日 - 東京大学工学部長（1986年（昭和61年）4月1日まで）
- 1988年（昭和63年）3月 - 東京大学停年退官
- 1988年（昭和63年）4月 - 埼玉大学工学部教授
- 1988年（昭和63年）5月 - 東京大学名誉教授
- 1989年（平成元年）1月 - 土木学会会長
- 1992年（平成4年）3月1日 - 埼玉大学学長（1998年（平成10年）2月28日まで）
- 1998年（平成10年）5月 - 埼玉大学名誉教授
- 1998年（平成10年）9月 - 武蔵工業大学（現東京都市大学）学長
- 2004年（平成16年）9月 - 武蔵工業大学名誉教授
- 2007年（平成19年）12月12日 - 日本学士院会員

## 受賞等
- 1981年（昭和56年） - 国際海岸工学賞
- 1993年（平成5年） - 紫綬褒章
- 1997年（平成9年） - 日本学士院賞
- 1999年（平成11年） - 文化功労者
- 2004年（平成16年） - 瑞宝重光章

## 業績の総括
- 堀川清司は、海岸工学の分野にあって、日本におけるその誕生から常に第一人者として活躍し、日本の海岸工学を世界の最先端レベルにまで育て上げることに多大なる貢献を果たした。四十年余りにわたって海岸の保全整備や開発利用に関する研究に取り組み、海岸工学・港湾工学の発展に計り知れない寄与をなした。研究テーマは、沿岸波浪と海浜流、漂砂と海浜変形、構造物と波力、津波と高潮、海域拡散と環境問題等々多岐にわたるが、常に現象の物理的機構を追求すると同時に実証と実用性に重きを置く研究手法は、研究成果と併せて斯界から高く評価されるとともに、後進の研究者に大きな影響を及ぼした。
- 堀川のライフワークともいえる沿岸海域での漂砂に関する研究は、海岸過程の中でも最も複雑で解明がきわめて困難と言われてきた現象を取り扱ったものである。特に、緻密な実験と斬新な理論解析に基づき、波の作用下での底質の移動限界と浮遊機構を明らかにしたが、この成果には1968年（昭和43年）度の土木学会論文賞が授与された。また、英文学術雑誌Coastal Engineering in Japanの編集に発刊当初から尽力し、土木学会海岸工学委員会が編集する同誌はCoastal Engineering Journalと名前を変えた後も、この分野における国際的雑誌として高く評価され続けている。
- 堀川は学術的国際交流にも極めて熱心に取り組み、幾多の国際会議等での講演は言うまでもなく、アメリカ・カリフォルニア大学客員助教授、西ドイツ・ブラウンシュヴァイク工科大学客員教授、中国・山東海洋学院客座教授などをも歴任している。さらに、米国土木学会海岸工学研究評議会(Coastal Engineering Research Council, ASCE)の数少ない外国人評議員を1972年（昭和47年）から1998年（平成10年）に至るまで務め、また1981年（昭和56年）には世界初の国際海岸工学賞の受賞者となった。これらは、堀川の業績が国際的にも高く評価されていることを示すものであり、これを通じて土木学会および日本の海岸工学分野の国際的地位の向上に寄与した。

## 誘拐事件
埼玉大学学長時代の1993年3月25日午前8時15分頃、東京都三鷹市の自宅から歩いて出勤しようとしたところ、乗用車に乗った2人組の男に拉致され、身代金数千万円から1億円が埼玉大学へ要求、大学が現金の引き渡し場所に指定された。大学から通報を受けた埼玉県警は午後3時30分頃、浦和市大久保領家の県道で学長と犯人2人が乗った乗用車を発見、午後4時頃、埼玉大学近くで車両を再発見、工事中のためノロノロ運転をしていた車に職務質問をした上で2人組を逮捕、堀川は無事保護された。逮捕された2人は建設会社の経営者及び同社の従業員で、犯行の動機は、従業員の給料などで1120万円が必要となり、大学の学長ならお金を持っていると思ったと供述した。保護された堀川は同日浦和西警察署で記者会見を行い、サバイバルナイフを脇腹に突きつけられ、殺すぞと脅されたことや、用を足したいと要求しても車内でするように言われたことを語った。2人組は同年4月15日、浦和地方検察庁により、身代金目的誘拐罪、監禁罪で起訴された。11月16日、主犯の会社経営者に懲役5年（求刑同8年）、従業員に懲役4年（同・同7年）の実刑判決が言い渡された。裁判長は、「刑事責任は重いが、被害者に危害を加える意図はなかった」とした。